# Milorad Čavić
Milorad Čavić (serbisk: Милорад Чавић, født 31. maj 1984 i Anaheim, Californien) er en serbisk-amerikansk svømmer. Han har sat en række verdens- og europarekorder og vundet både EM-, VM- og OL-medaljer.

## Svømmekarriere
Čavić svømmede for sin high school (Turstin High School i Californien), hvor han satte fire CIF-rekorder og en amerikansk high school-rekord i 50 m fri, og senere for University of California, Berkeley, hvor han trænede med Mike Bottom. 
Čavić repræsenterede Jugoslavien ved OL 2000 i Sydney uden større succes, Serbien og Montenegro ved OL 2004 i Athen, hvor han ikke nåede semifinalen i nogle af sine løb, inden han ved OL 2008 i Beijing repræsenterede Serbien, og her havde sit bedste OL-resultat. Han nåede akkurat ikke finalen i 100 m fri, men i 100 m butterfly vandt han sit indledende heat i ny olympisk rekord foran storfavoritten Michael Phelps fra USA. I semifinalen var han igen hurtigst af alle, og derfor blev der set hen til finalen med spænding. I første halvdel af løbet opbyggede Čavić en ret stor føring, men på tilbagevejen svømmede Phelps sig op fra en syvendeplads til at være helt lige med Čavić og akkurat sikrede sig sin syvende guldmedalje ved legene blot én hundrededel af et sekund foran Čavić, der fik sølv, mens australieren Andrew Lauterstein fik bronze. For publikum så det ud til, at serberen var først i mål, men resultattavlen viste forskellen, og tv-billeder i langsom gengivelse understøttede dette: at Phelps' indslag var perfekt, mens Čavić' var mindre sikkert, eller at der ikke var tilstrækkelig vægt bag, til at følemekanismen reagerede på det. En efterfølgende serbisk protest blev afvist, og resultatet stod dermed fast.
Ved EM i 2008 vandt han guld i 50 m butterfly, og ved VM 2009 vandt han guld i 50 m butterfly og sølv i 100 m butterfly. Čavić' sidste OL blev i 2012 i London, hvor han blev delt nummer fire i 100 m butterfly, mens han var med på det serbiske hold i 100 m fri-stafetten, hvor hans hold blev nummer 13. Ligeledes i 2012 vandt han EM-guld i 100 m butterfly.
Derudover vandt han en række EM-medaljer i svømning på kortbane.